# Поляна (Коми)
Поляна — посёлок в муниципальном районе «Сосногорск» городского поселения Сосногорск Республики Коми.

## Географическое положение
Посёлок расположен в 11 км по прямой от центра города Сосногорск.

## Климат
Климат характеризуется как континентальный. Средняя месячная температура самого холодного месяца — января −16,5…−18,0 °C. Средняя месячная температура самого тёплого месяца — июля +15,0—16,0 °C. Абсолютный максимум +35 °C. Продолжительность зимнего периода около 6 месяцев — с середины октября до середины апреля. Устойчивые морозы наступают в начале ноября и прекращаются в конце марта. Максимальная глубина сезонного промерзания грунта — 2 м. Устойчивый снежный покров образуется в последней декаде октября и держится до конца апреля.

## История
Посёлок Поляна основан в период 1930—1940 гг. В начале посёлок именовался Пожней (с 1956 года), а уже с декабря 1965 окончательно — Поляна. В среднем в посёлке проживает около 1200 человек. В прошлом посёлок был крупным центром лесозаготовок. Именно сюда свозили заготовленную за зимний сезон древесину для последующего сплавления по большой воде.

## Население
Постоянное население 476 человек (2002), в том числе русские 68 %. В 2010 году — 726 чел.